# 18. ročník udílení Cen Sdružení filmových a televizních herců
18. ročník udílení Cen Sdružení filmových a televizních herců se konal 29. ledna 2012 ve Shrine Auditorium v Los Angeles v Kalifornii. Ocenění se předalo nejlepším filmovým a televizním vystoupením v roce 2011. Nominace oznámily dne 14. prosince 2012 herečky Judy Geer a Regina Kingová. Ceremoniál vysílaly stanice TNT a TBS.

## Vítězové a nominovaní
Tučně jsou označeni vítězové.

### Film
| Nejlepší mužský herecký výkon v hlavní roli | Nejlepší ženský herecký výkon v hlavní roli |
| --- | --- |
| - Jean Dujardin jako George Valentin – Umělec - Demián Bichir jako Carlos Galindo – Za lepší život - George Clooney jako Matt King – Děti moje - Leonardo DiCaprio jako J. Edgar Hoover– J. Edgar - Brad Pitt jako Billy Beane – Moneyball | - Viola Davis jako Aibileen Clark– Černobílý svět - Glenn Close jako Albert Nobbs – Albert Nobbs - Meryl Streepová jako Margaret Thatcher – Železná lady - Tilda Swintonová jako Eva Khatchadourian – Musíme si promluvit o Kevinovi - Michelle Williamsová jako Marilyn Monroe – Můj týden s Marilyn |
| Nejlepší mužský herecký výkon ve vedlejší roli | Nejlepší ženský herecký výkon ve vedlejší roli |
| - Christopher Plummer jako Hal Fields – Začátky - Kenneth Branagh jako Laurence Olivier – Můj týden s Marilyn - Nick Nolte jako Paddy Conlon – Warriors - Armie Hammer jako Clyde Tolson – J. Edgar - Jonah Hill jako Peter Brand – Moneyball | - Octavia Spencerová jako Minny Jackson – Černobílý svět - Bérenice Bejo jako Peppy Miller – Umělec - Jessica Chastainová jako Celia Foote – Černobílý svět - Melissa McCarthy jako Megan Price – Ženy sobě - Janet McTeer jako Hubert Page – Albert Nobbs                                            |
| Nejlepší obsazení ve filmu | |
| - Černobílý svět – Jessica Chastainová, Viola Davis, Bryce Dallas Howard, Allison Janney, Chris Lowell, Ahna O'Reilly, Sissy Spacek, Octavia Spencer, Mary Steenburgen, Emma Stoneová, Cicely Tyson a Mike Vogel - Umělec – Bérénice Bejo, James Cromwell, Jean Dujardin, John Goodman a Penelope Ann Miller - Ženy sobě – Rose Byrne, Jill Clayburgh, Ellie Kemper, Matt Lucas, Melissa McCarthy, Wendi McLendon-Covey, Chris O'Dowd, Maya Rudolph a Kristen Wiigová - Děti moje – Beau Bridges, George Clooney, Robert Forster, Judy Greer, Matthew Lillard a Shailene Woodley - Půlnoc v Paříži – Kathy Bates, Adrien Brody, Carla Bruni, Marion Cotillard, Rachel McAdams, Michael Sheen a Owen Wilson | |
| Nejlepší výkon kaskaderského souboru ve filmu | |
| - Harry Potter a Relikvie smrti – část 2 - Správci osudu - Kovbojové a vetřelci - Transformers 3 - X-Men: První třída | |

### Televize
| Nejlepší mužský herecký výkon v seriálu (drama) | Nejlepší ženský herecký výkon v seriálu (drama) |
| --- | --- |
| - Steve Buscemi jako Nucky Thompson – Impérium – Mafie v Atlantic City - Bryan Cranston jako Walter White – Perníkový táta - Patrick J. Adams jako Mike Ross – Kravaťáci - Kyle Chandler jako Eric Taylor – Světla páteční noci - Michael C. Hall jako Dexter Morgan – Dexter | - Jessica Lange jako Constance Langdon – American Horror Story - Kathy Bates jako Harriet Korn – Harry's Law - Glenn Close jako Patty Hewes – Patty Hewes - nebezpečná advokátka - Kyra Sedgwick jako Brenda Leigh Johnson – Closer - Julianna Margulies jako Alicia Florrick – Dobrá manželka |
| Nejlepší mužský herecký výkon v seriálu (komedie) | Nejlepší ženský herecký výkon v seriálu (komedie) |
| - Alec Baldwin jako Jack Donaghy – Studio 30 Rock - Ty Burrell jako Phil Dunphy – Taková moderní rodinka - Steve Carell jako Michael Scott – Kancl - Jon Cryer jako Alan Harper – Dva a půl chlapa - Eric Stonestreet jako Cameron Tucker – Taková moderní rodinka | - Betty Whiteová jako Elka Ostrovsky – Nouzové přistání - Julie Bowen jako Claire Dunphy – Taková moderní rodinka - Tina Fey jako Liz Lemon – Studio 30 Rock - Edie Falco jako Jackie Peyton – Sestička Jackie - Sofía Vergara jako Gloria Delgado-Pritchett – Taková moderní rodinka          |
| Nejlepší mužský herecký výkon v minisérii nebo TV filmu | Nejlepší ženský herecký výkon v minisérii nebo TV filmu |
| - Paul Giamatti jako Ben Bernake – Velká krize - Laurence Fishburne jako Thurgood Marshall – Thurgood - Greg Kinnear jako John F. Kennedy – Kennedyové - Guy Pearce jako Monty Beragon – Mildred Pierceová - James Woods jako Richard Fuld, Jr. – Velká krize | - Kate Winslet jako Mildred Pierce – Mildred Pierceová - Diane Lane jako Pat Loud – Cinema verite - Maggie Smith jako Violet – Panství Downton - Emily Watson jako Janet Leach – Vrahova důvěrnice - Betty Whiteová jako Caroline Thomas – Ztracený Valentýn                                   |
| Nejlepší obsazení (drama) | |
| - Impérium – Mafie v Atlantic City – Steve Buscemi, Dominic Chianese, Robert Clohessy, Dabney Coleman, Charlie Cox, Josie Gallina, Lucy Gallina, Stephen Graham, Jack Huston, Anthony Laciura, Heather Lind, Kelly Macdonaldová, Declan McTigue, Rory McTigue, Gretchen Mol, Brady Noon, Connor Noon, Kevin O'Rourke, Aleksa Palladino, Jacqueline Pennewill, Vincent Piazza, Michael Pitt, Michael Shannon, Paul Sparks, Michael Stuhlbarg, Peter Van Wagner, Shea Whigham, Michael K. Williams a Anatol Yusef - Perníkový táta – Jonathan Banks, Betsy Brandt, Bryan Cranston, Giancarlo Esposito, Anna Gunn, RJ Mitte, Dean Norris, Bob Odenkirk, Aaron Paul - Dexter – Brown, Jennifer Carpenter, Josh Cooke, Aimee Garcia, Michael C. Hall, Colin Hanks, Desmond Harrington, Rya Kihlstedt, C. S. Lee, Edward James Olmos, James Remar, Lauren Vélez a David Zayas - Hra o trůny – Amrita Acharia, Mark Addy, Alfie Allen, Josef Altin, Sean Bean, Susan Brown, Emilia Clarkeová, Nikolaj Coster-Waldau, Peter Dinklage, Ron Donachie, Michelle Fairleyová, Jerome Flynn, Elyes Gabel, Aidan Gillen, Jack Gleeson, Iain Glen, Julian Glover, Kit Harington, Lena Headeyová, Isaac Hempstead Wright, Conleth Hill, Richard Madden, Jason Momoa, Rory McCann, Ian McElhinney, Luke McEwan, Roxanne McKee, Dar Salim, Mark Stanley, Donald Sumpter, Sophie Turner a Maisie Williamsová - Dobrá manželka – Christine Baranski, Josh Charles, Alan Cumming, Matt Czuchry, Julianna Margulies, Chris Noth, Archie Panjabi, Graham Phillips a Makenzie Vega | |
| Nejlepší obsazení (komedie) | |
| - Taková moderní rodinka – Aubrey Anderson-Emmons, Julie Bowen, Ty Burrell, Jesse Tyler Ferguson, Nolan Gould, Sarah Hyland, Ed O'Neill, Rico Rodriguez, Eric Stonestreet, Sofía Vergara a Ariel Winterová - Studio 30 Rock – Scott Adsit, Alec Baldwin, Katrina Bowden, Kevin Brown, Grizz Chapman, Tina Fey, Judah Friedlander, Jane Krakowski, John Lutz, Jack McBrayer, Tracy Morgan, Maulik Pancholy a Keith Powell - Teorie velkého třesku – Mayim Bialik, Kaley Cuoco, Johnny Galecki, Simon Helberg, Kunal Nayyar, Jim Parsons a Melissa Rauch - Glee – Dianna Agron, Chris Colfer, Darren Criss, Ashley Fink, Dot Marie Jones, Jane Lynch, Jayma Mays, Kevin McHale, Lea Michele, Cory Monteith, Heather Morris, Matthew Morrison, Mike O'Malley, Chord Overstreet, Lauren Potter, Amber Riley, Naya Rivera, Mark Salling, Harry Shum mladší, Iqbal Theba a Jenna Ushkowitz - Kancl – Leslie David Baker, Brian Baumgartner, Creed Bratton, Steve Carell, Jenna Fischer, Kate Flannery, Ed Helms, Mindy Kaling, Ellie Kemper, Angela Kinsey, John Krasinski, Paul Lieberstein, B. J. Novak, Oscar Nuñez, Craig Robinson, Phyllis Smith, Rainn Wilson a Zach Woods | |
| Nejlepší výkon kaskaderského souboru | |
| - Hra o trůny - Dexter - Policajti z L. A. - Spartakus: Bohové arény - Pravá krev | |